# Parioli Challenger 1983
Il Parioli Challenger 1983 è stato un torneo di tennis facente parte della categoria ATP Challenger Series nell'ambito dell'ATP Challenger Series 1983. Il torneo si è giocato a Parioli in Italia dal 2 all'8 maggio 1983 su campi in terra rossa.

## Vincitori

### Singolare
Jimmy Brown ha battuto in finale  Corrado Barazzutti con il punteggio di 6–1, 6–2

### Doppio
Givaldo Barbosa /  Ney Keller hanno battuto in finale  Gianni Marchetti /  Enzo Vattuone con il punteggio di 6–3, 6–2